# Le Point et la Ligne
Pour plus de détails, voir Fiche technique et Distribution.
Le Point et la Ligne ou La Romance mathématique (The Dot and the Line: A Romance in Lower Mathematics) est un cartoon réalisé par Chuck Jones et Maurice Noble, produit par la Metro-Goldwyn-Mayer sorti en 1965.

## Musique
- Eugene Poddany